# Faris Odeh
Faris Odeh (àrab: فارس عودة, Fāris ʿŪda; Gaza, 3 de desembre de 1985 - Pas de Karni, 8 de novembre de 2000) va ser un nen palestí de la Franja de Gaza que va esdevenir un símbol popular de la resistència palestina a causa d'una cèlebre fotografia, feta durant la Segona Intifada, on se'l veu llançant una pedra a un tanc israelià. El novembre del 2000, les tropes israelianes el van matar prop del pas de Karni mentre els llançava pedres.
El 29 d'octubre de 2000, un fotoperiodista de l'associació sense ànim de lucre americana Associated Press va fer una foto d'Odeh sol davant d'un tanc, amb una pedra a la mà i el braç inclinat cap enrere per llançar-la. Deu dies després, el 8 de novembre, Odeh tornava a llançar pedres a Karni quan un soldat israelià li va disparar al coll. El nen i la imatge van assumir posteriorment un estatus icònic dins del moviment palestí com a símbol de la seva oposició a l'ocupació israeliana.

## Biografia
Odeh va néixer al barri de Zeitoun de la ciutat de Gaza, on vivia amb els seus pares Fayek i Anam i els seus vuit germans i germanes. Segons The Washington Post, Odeh era un «adolescent temerari». Li agradaven les acrobàcies arriscades, fins al punt que una vegada va saltar dos metres i mig entre els terrats de dos edificis de quatre pisos.

### Implicació en la Segona Intifada
Quan es va iniciar la Intifada d'Al-Aqsa el setembre de 2000, Odeh va començar a faltar a l'escola per participar en l'acció, ja fos al pas de Karni o a l'assentament israelià de Netzarim. El director de l'escola d'Odeh es va queixar de les absències del nen als seus pares que van intentar, sense èxit, allunyar-lo del conflicte. Segons la mare de Faris, el pare del nen «el va colpejar fins a deixar-lo negre i blau per llançar pedres». Fayek també va intentar contenir físicament el seu fill. Una vegada, va tancar-lo a la seva habitació, però va escapar per la finestra. Segons The Washington Post, «la següent vegada que Fayek va saber que el seu fill havia estat en un punt d'enfrontament, es va posar més dur; va lligar les mans i els peus del nen i el va deixar al terrat després de sopar. A mitjanit, la seva mare estava preocupada per ell, es va colar al terrat i el va alliberar.»
Tot i així, Faris Odeh no es va defallir. La seva mare Anam anava repetidament als llocs dels pitjors combats a la recerca del seu fill, sovint el trobava al davant de la multitud, molt a prop de les tropes israelianes. «Dec haver-lo sortit a buscar-lo 50 vegades», va dir a The Washington Post. «Un dia, vaig sortir tres vegades. De vegades m'asseia a dinar i abans de posar-me el primer mos a la boca, uns nens venien i em deien que el Faris tornava a ser a Karni, llançant pedres. I jo deixava caure la forquilla i corrents a buscar-lo.» «No era la fama, el que cercava», va dir. «De fet, tenia por que si el filmaven a la televisió el veuria el seu pare, així que fugia de les càmeres. Un cop, després d'haver-lo hagut arrossegar fora dels enfrontaments cada dia durant una setmana, li vaig dir: “D'acord, vols tirar pedres? però almenys amaga't darrere d'alguna cosa”. I em va dir: “No tinc por”.»

### Fotografia icònica
El 29 d'octubre de 2000, el fotògraf de l'Associated Press Laurent Rebours va fer la foto icònica d'Odeh, qui, segons un article posterior de l'agència, «gaudia del seu paper com el més famós llançador de pedres» a Karni. La famosa fotografia, la «poderosa imatge d'un nen sol davant d'un enorme tanc militar israelià» va provocar l'ús de l'analogia de «David i Goliat» per part de la sociòloga Judith Bessant. Per a molts palestins, assenyalava Bessant, «va personificar l'heroic desafiament palestí i la resistència a l'ocupació militar israeliana.»

## Conseqüències i mort
El cosí d'Odeh, Shadi, de 17 anys, que era també un policia palestí, va morir durant un enfrontament amb les tropes israelianes l'1 de novembre. «Quan va passar això, Faris va dir: “Juro que venjaré la seva mort”,» va dir Anam Odeh. «Va anar a la corona funerària de Shadi i hi va col·locar una foto d'ell mateix. Va dir que la corona també seria per a ell.»
Més tard, segons els informes, Odeh estava al davant d'un grup de joves palestins llançant pedres contra les tropes israelianes al pas de Karni, quan els soldats israelians van obrir foc. Els seus amics van dir que mentre Odeh s'ajupia per agafar una pedra, el van encertar al coll i que, com que era tan a prop d'un tanc israelià, van haver d'esperar una hora abans de poder treure el seu cos amb seguretat i carregar-lo a una ambulància. Va ser declarat mort en arribar a l'hospital.

### Reacció
Segons United Press International (UPI), desenes de milers de persones van assistir al funeral d'Odeh. El seu pare va dir a UPI: «És un màrtir, el que sempre ha volgut ser, un màrtir pel bé d'Al Aqsa.» Com moltes famílies palestines que havien perdut algun membre en mans de les tropes israelianes després de l'esclat del a la Segona Intifada, els Odeh van rebre un xec de 10.000 dòlars del llavors president de l'Iraq Saddam Hussein. La seva mare va comentar que «el Faris era un nen que m'estimava tant […] La seva sang val molt més.»
En el seu nom s'ha creat el premi d'activisme Faris Odeh, atorgat anualment per Al-Awda: The Palestine Right to Return Coalition (PRCC). El destinatari l'any 2003 va ser el doctor Salman Abu-Sitta. La fotografia, la història de Faris i la iconografia que l'envolta també s'han incorporat posteriorment com a matèria d'ensenyament en recursos educatius de defensa dels drets humans.
A l'entrevista del Washington Post, la seva mare va dir sobre la imatge: «Quan veig la seva foto, el meu cor es trenca a trossos. Suposo que em sento orgullosa perquè se'l consideri un heroi, davant d'un tanc i tot això. Però quan veig tornar els seus companys de l'escola, l'únic que puc fer és plorar […] Tinc tanta por que la mort d'en Faris sigui per res. Que tot torni a la normalitat. I l'unica cosa que haurà passat és que jo hauré perdut el meu fill.»

### Impacte més ampli
La foto d'UPI va canviar l'estratègia dels tancs israelians. L'agost de 2001, The Jerusalem Post va publicar un article on s'hi deia que a partir d'aquell moment el personal dels tancs tenia instruccions de disparar contra els llançadors de pedres.